# Schellsburg, Pennsylvania
Schellsburg, Pennsylvania (енгл. Schellsburg) град је у америчкој савезној држави Пенсилванија.

## Демографија
По попису из 2010. године број становника је 338, што је 22 (7,0%) становника више него 2000. године.
| Група             | 2000.       | 2010.       |
| Белци             | 310 (98,1%) | 332 (98,2%) |
| Афроамериканци    | 0 (0,0%)    | 0 (0,0%)    |
| Азијати           | 0 (0,0%)    | 0 (0,0%)    |
| Хиспаноамериканци | 1 (0,3%)    | 4 (1,2%)    |
| Укупно            | 316         | 338         |